# 광주 전남대학교 인문대학 1호관
광주 전남대학교 인문대학 1호관는 광주광역시 북구 용봉동, 전남대학교에 있는 건축물이다. 2004년 9월 4일 대한민국의 국가등록문화재 제96호로 지정되었다.

## 개요
1955년 건립된 이 건물은 광주 출신 건축가 정옥진이 설계한 건물로서 전남대학교에서 가장 먼저 지어졌다. 중앙에 3층의 본채와 양 옆 1층에 날개처럼 덧 달아낸 대강의실 등 모두 세 부분으로 구성되어 있다. 중앙 부분에는 첨두형 아치로 출입문을 만들고 장방형 창과 원형 창 그리고 아치 형상의 창문을 조화롭게 배치하였다. 한국전쟁 뒤 물자와 인력이 부족한 어려운 상황에서 자체 벽돌 공장을 세워 놓고 필요한 벽돌을 제작하여 건물을 세웠다.

## 같이 보기
- 전남대학교

## 참고 자료
- 광주 전남대학교 인문대학 1호관 - 국가유산청 국가유산포털